# Militaire regering
Een militaire regering of militair bestuur is een door militairen gevoerde regering, ook wel junta genoemd, die de uitvoerende, wetgevende en rechterlijke macht uitoefent over een bepaald gebied. Hoewel het leger de militaire regering controleert, kan deze geheel of deels door (benoemde of goedgekeurde) burgers worden uitgeoefend. 

## Vormen
Vormen van militaire regering zijn:
- militaire bezetting. Hierbij heeft een staat gewelddadig de militaire macht gegrepen over een gebied dat niet tot zijn grondgebied behoort. De bezetter installeert een militaire regering, omdat de legitieme regering van het gebied niet langer in staat is (of is verboden) om zijn functies uit te oefenen.[1] De militaire regering staat onder bevel van een militaire commandant en past militair recht toe op alle personen in het bezette gebied, waarbij bestaande lokale wetgeving zo nodig buiten werking wordt gesteld.[2] De militaire regering kan bestaan uit militairen, burgers, of een combinatie daarvan.

Wanneer militairen uit een neutraal of bevriend land worden ingezet om de legitieme regering bij te staan, is er geen sprake van een militaire bezetting. Zo krijgt een protectoraat militaire bescherming van een sterke staat, maar blijft daarbij wel soeverein. In voorgaande eeuwen was er echter vaak eerder sprake van een verkapt kolonialisme, zoals bij die van het Britse Rijk.
- Militaire dictatuur of junta, ook stratocratie genoemd. Hier hebben militairen in eigen land de macht gegrepen door een coup d'état en regeren middels militaire decreten, eventueel via een aangestelde burgerregering. Voorbeelden zijn Myanmar en het Chili onder Pinochet tot 1990.

Kenmerkend voor militaire dictaturen zijn grove schendingen van mensenrechten, zoals moorden, martelingen en verdwijningen van burgers. Ze worden onderscheiden van civiele dictaturen, die niet rechtstreeks worden geleid door militairen, maar door individuen of politieke partijen. Voorbeelden van civiele dictaturen zijn Noord-Korea en het voormalige Nazi-Duitsland. Andere voorbeelden van regimes die sterk leunen op het leger maar strict genomen civiele dictaturen zijn, geleid door een 'sterke man' zijn de communistische staten Rusland, China en het Cuba van Fidel Castro tot 2008.
- staat van beleg, in Nederland op grond van de krijgswet. Vanwege een noodtoestand – bijvoorbeeld een natuurramp of zelfs een "staat van oorlog" – ziet de legitieme regering zich gedwongen tijdelijk de macht, geheel of gedeeltelijk, over te dragen aan een militair gezag. Hierdoor kunnen sneller allerlei noodmaatregelen worden doorgevoerd om tot de normale toestand terug te keren.